# Legeriosimilis europaeus
Legeriosimilis europaeus är en svampart som beskrevs av M.M. White & Lichtw. 2004. Legeriosimilis europaeus ingår i släktet Legeriosimilis och familjen Legeriomycetaceae.   Inga underarter finns listade i Catalogue of Life.